# なかのやひとし
なかのや ひとし（12月29日 -） は、日本の男性シンガーソングライター。
秋田県仙北郡太田町（現・大仙市）出身。宮城県在住。血液型はＡ型。

## プロフィール
シンガーソングライター。“杜の都のソングバンド”自由のボーカル＆アコースティックギター。
2013年からは、なかのや＆みい楽団としても活動中。
2001年、ソロＣＤ『空に』全国リリース （トロッコレコード）。2008～2011年、4年連続でプロ野球公式戦にて国歌独唱を行う。 また、2006年から現在まで、ラジオ3『トリコラジオ』（76.2MHz）のパーソナリティーも務めている。

## ディスコグラフィー
『空に』　（2000年5月発表）
１．望郷 
２．ストリーマー 
３．ムーン 
４．遠くへ 
５．アシタ 
６．翼 
７．素晴らしい世の中で 
８．一番町通り 
９．私たちは 
10．ペルソナリティー 
11．空に 
＊街の中で［ボーナストラック］ 
バンド「自由」としての作品は以下。
『愛ある世界』　（2003年8月発表）　
１．君を待つ 
２．イッツオーライ 
３．愛ある世界 
４．遠くへ 
５．ぬくもり 
６．新しい日を僕と 
７．モノクローム 
８．素晴らしい世の中で 
『風ならば』　（2005年7月発表）
１．旅立ちと出会い 
２．ストリーマー 
３．風ならば 
４．黄昏の彼女の死と幻想曲 
５．春月 
６．冬・変奏曲 
７．アスファルトの上の唄 
８．いのち 
＊　ライトハウス［ボーナストラック］ 
『闇は光によって消えてゆく』　（2007年8月発表）
１．45号線 
２．来たるべきもの 
３．その中に 
４．共に 
５．春の枯葉 
６．君と僕 
７．秋・綺想曲 
８．闇は光によって消えてゆく 
９．自由 
『みんながみんな』　（2011年9月発表）
１．みんながみんな 
２．ハルノトビラ 
３．昼には太陽　夜は月 
４．アイリブ 
５．友よ 
６．ひとつひとつ 
７．今だからこそ 
８．サボテンが花をつけている 
９．ねがい
「なかのや＆みい楽団」としての作品は以下。
『楽団日和』　（2017年3月発表）
１．北風と太陽 
２．きらめきのうた 
３．進めサブウェイ 
４．wonder,wonder 
５．ハローハローハロー 
６．この街で 
７．言いたい奴には言わせとけ 
８．Ｔｈｉｓ　ｉｓ　Ｓｅｎｄａｉ 
９．けやき並木道